# Ministerstvo dopravy Spojených států amerických
Ministerstvo dopravy Spojených států (anglicky United States Department of Transportation, zkráceně USDOT nebo DOT) je ministerstvo federální vlády Spojených států zabývající se dopravou. Bylo zřízeno 15. října 1966 v době prezidentství Lyndona B. Johnsona. Později byly některé odbory přesunuty na jiná ministerstva:
- Správa bezpečnosti dopravy – převedena na Ministerstvo vnitřní bezpečnosti v roce 2003
- Pobřežní hlídka Spojených států – převedena na Ministerstvo vnitřní bezpečnosti v roce 2003
- Rada pro povrchovou přepravu (Surface Transportation Board) – v roce 2015 byla vyčleněna jako nezávislá federální agentura